# ال کاپیتان

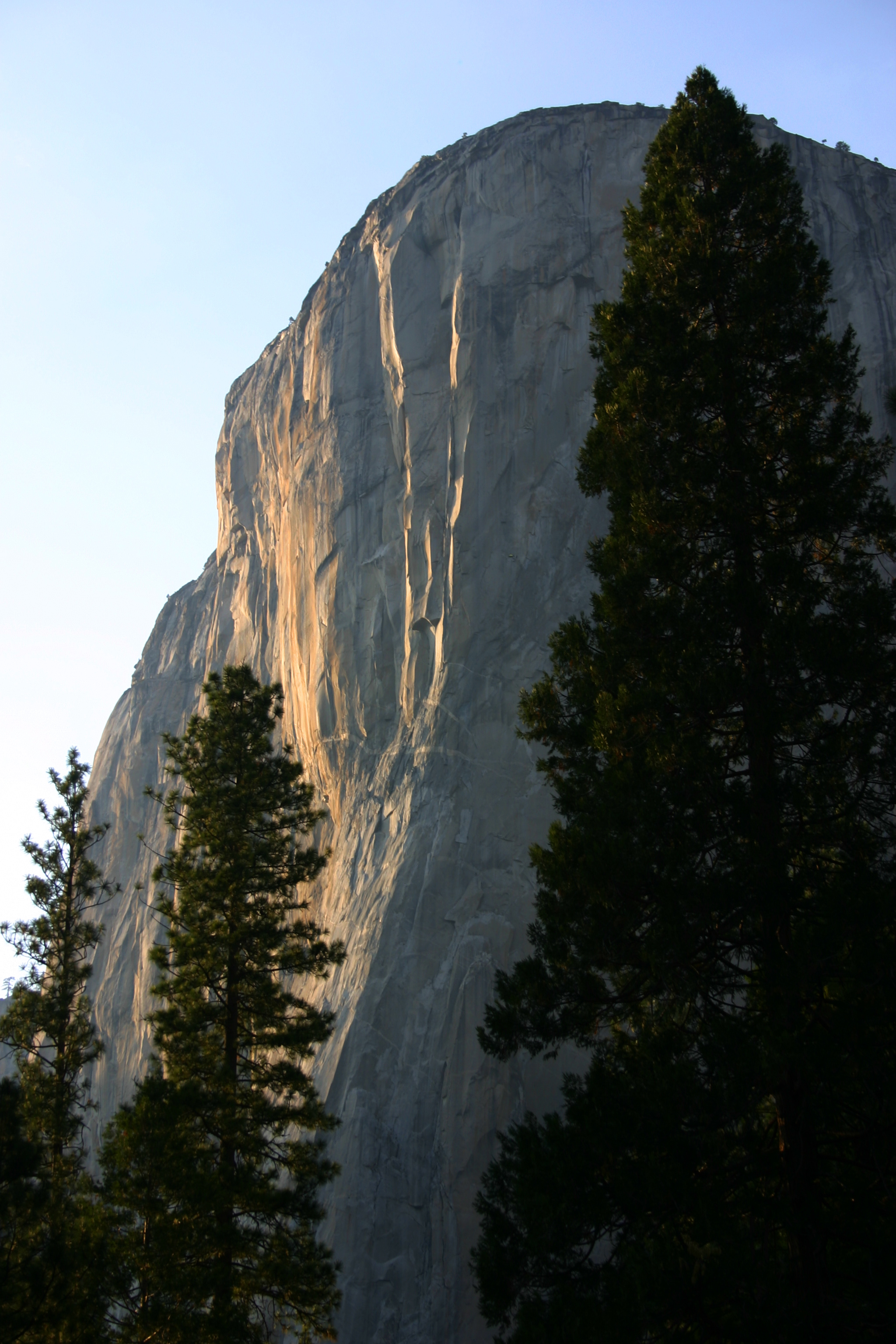
جبهه جنوب شرقی صخره

ال کاپیتان (به انگلیسی: El Capitan) معروف به اِل کَپ (El Cap) نام یک دیواره مرتفع در پارک ملی یوسیمیتی واقع در ایالت کالیفرنیا است. این محل در سمت شمال دره یوسیمیتی واقع شده‌است. ارتفاع سطح دیواره در حدود ۹۰۰ متر بوده و دیواره یکپارچه از سنگ خارا تشکیل شده‌است که از این نظر برای سنگ‌نوردی نیز مناسب می‌باشد. راس دیواره در ارتفاع ۲٫۳۰۷ متری از سطح دریا قرار دارد و ارتفاع نسبی آن ۳ متر بوده‌است.
وجه تسمیه نامگذاری این دیواره به بازمی‌گردد ترجمه آزادی از معادل کلمه صخره در زبان سرخپوستان محلی که توسط ماریپوزا باتالیون (به انگلیسی: Mariposa Battalion) قرارداد شده‌است که نخستین فردی بود که قدم به این دره گذاشت. دیرینه‌شناسان پیشینه شکل‌گیری این دیواره را به دوره کرتاسه نسبت می‌دهند.
ال کاپیتان دارای دو جبهه برای سنگ‌نوردی است. جبهه جنوب غربی و جبهه جنوب شرقی. در میان این دو جبهه یک دماغه بزرگ قرار دارد که بر روی آن معروفترین مسیر صعود دیواره پیاده شده‌است. نام این مسیر The Nose می‌باشد. این مسیر با درجه سختی ۵٫۱۳ در سال ۱۹۵۸ و در طی ۴۷ روز بازگشایی شد. امروزه اقسام مختلف صعودهای ورزشی بر روی این دیواره انجام می‌پذیرد.

### تنها صعود آزاد
اما تاکنون اولین و تنها صعود آزاد (صعود بدون استفاده از هیچگونه ابزار ایمنی حتی طناب و با دست خالی) بر روی این دیواره توسط الکس هانولد در مدت زمان ۳ ساعت و ۵۸ دقیقه و ۷ ثانیه در تاریخ سوم ژوئن ۲۰۱۷ انجام شده‌است.